# Бейшебеков Азат Аманбекович
Азат Бейшебеков (нар. 28 квітня 1988) — киргизький борець греко-римського стилю, дворазовий бронзовий призер чемпіонатів Азії, бронзовий призер чемпіонату Азії серед юніорів.

## Спортивні результати на міжнародних змаганнях

### Виступи на Чемпіонатах світу
| Змагання                        | Збірна     | Вагова категорія                 | Місце |
| ------------------------------- | ---------- | -------------------------------- | ----- |
| Чемпіонат світу з боротьби 2013 | Киргизстан | греко-римська боротьба, до 84 кг | 24    |
| Чемпіонат світу з боротьби 2017 | Киргизстан | греко-римська боротьба, до 85 кг | 12    |

### Виступи на Чемпіонатах Азії
| Змагання                       | Збірна     | Вагова категорія                 | Місце  |
| ------------------------------ | ---------- | -------------------------------- | ------ |
| Чемпіонат Азії з боротьби 2009 | Киргизстан | греко-римська боротьба, до 84 кг | 5      |
| Чемпіонат Азії з боротьби 2011 | Киргизстан | греко-римська боротьба, до 84 кг | 5      |
| Чемпіонат Азії з боротьби 2012 | Киргизстан | греко-римська боротьба, до 84 кг | 12     |
| Чемпіонат Азії з боротьби 2013 | Киргизстан | греко-римська боротьба, до 84 кг | Бронза |
| Чемпіонат Азії з боротьби 2014 | Киргизстан | греко-римська боротьба, до 85 кг | 5      |
| Чемпіонат Азії з боротьби 2018 | Киргизстан | греко-римська боротьба, до 87 кг | Бронза |

### Виступи на Азійських іграх
| Змагання                        | Збірна     | Вагова категорія                 | Місце |
| ------------------------------- | ---------- | -------------------------------- | ----- |
| Азійські ігри 2014              | Киргизстан | греко-римська боротьба, до 85 кг | 5     |
| Азійські ігри в приміщенні 2017 | Киргизстан | греко-римська боротьба, до 85 кг | 5     |

### Виступи на Іграх ісламської солідарності
| Змагання                          | Збірна     | Вагова категорія                 | Місце |
| --------------------------------- | ---------- | -------------------------------- | ----- |
| Ігри ісламської солідарності 2017 | Киргизстан | греко-римська боротьба, до 85 кг | 5     |

### Виступи на інших змаганнях
| Змагання                                         | Збірна     | Вагова категорія                 | Місце  |
| ------------------------------------------------ | ---------- | -------------------------------- | ------ |
| Кубок Ядегара Імама 2011                         | Киргизстан | греко-римська боротьба, до 84 кг | 5      |
| Кубок Владислава Пітласинські 2011               | Киргизстан | греко-римська боротьба, до 84 кг | 18     |
| Кубок Президента Казахстану з боротьби 2012      | Киргизстан | греко-римська боротьба, до 84 кг | 10     |
| Золотий Гран-прі з боротьби 2013 (Сомбатгей)     | Киргизстан | греко-римська боротьба, до 84 кг | 12     |
| Золотий Гран-прі з боротьби 2013 (Баку)          | Киргизстан | греко-римська боротьба, до 84 кг | 8      |
| Кубок Президента Казахстану з боротьби 2013      | Киргизстан | греко-римська боротьба, до 84 кг | 8      |
| Турнір Вехбі Емре 2014                           | Киргизстан | греко-римська боротьба, до 85 кг | 13     |
| Міжнародний турнір Любомира Івановича-Гедзи 2014 | Киргизстан | греко-римська боротьба, до 85 кг | Бронза |
| Гран-прі FILA 2015                               | Киргизстан | греко-римська боротьба, до 85 кг | 31     |
| Турнір Вехбі Емре і Гаміта Каплана 2015          | Киргизстан | греко-римська боротьба, до 85 кг | 12     |
| Меморіал Болата Турлиханова 2016                 | Киргизстан | греко-римська боротьба, до 85 кг | Срібло |
| Золотий Гран-прі з боротьби 2016                 | Киргизстан | греко-римська боротьба, до 85 кг | 10     |
| Турнір Вехбі Емре і Гаміта Каплана 2017          | Киргизстан | греко-римська боротьба, до 85 кг | 9      |
| Турнір Дана Колова — Николи Петрова 2017         | Киргизстан | греко-римська боротьба, до 85 кг | Срібло |
| Кубок Владислава Пітласинські 2017               | Киргизстан | греко-римська боротьба, до 85 кг | 21     |

### Виступи на змаганнях молодших вікових груп
| Змагання                                     | Збірна     | Вагова категорія                 | Місце  |
| -------------------------------------------- | ---------- | -------------------------------- | ------ |
| Чемпіонат Азії з боротьби серед кадетів 2004 | Киргизстан | греко-римська боротьба, до 76 кг | 6      |
| Чемпіонат Азії з боротьби серед юніорів 2008 | Киргизстан | греко-римська боротьба, до 84 кг | Бронза |